# Мозырский трамвай

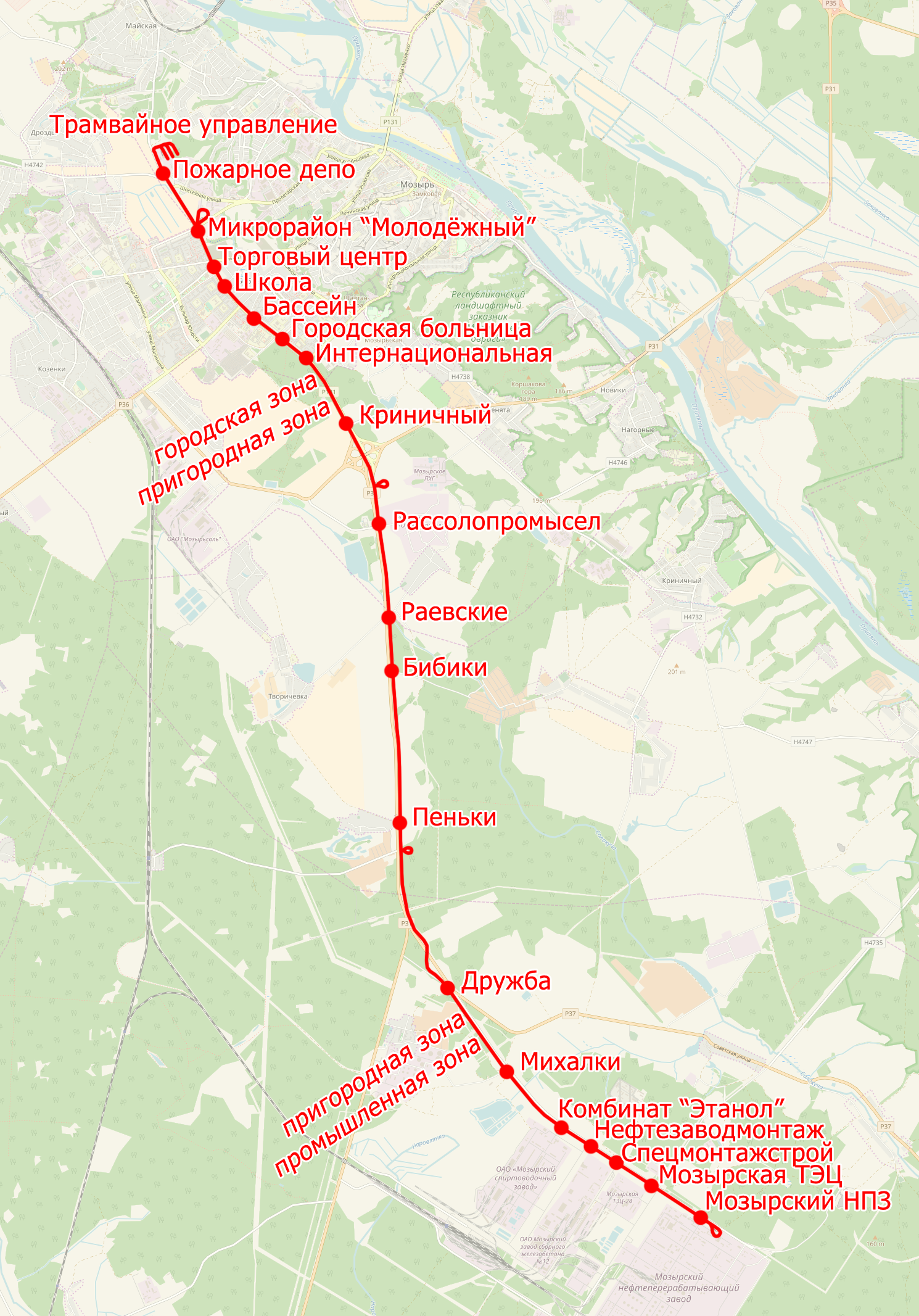
Схема трамвайной системы

Мозырский трамвай (бел. Мазырскі трамвай) — вид общественного транспорта в Мозыре (Гомельская область).
Трамвайное сообщение в Мозыре открылось 1 августа 1988 года. Основной маршрут мозырского трамвая — «Депо — МНПЗ». На протяжении маршрута есть 4 разворотных кольца. Маршрут связывает город с промышленной зоной, в частности с Мозырским нефтеперерабатывающим заводом, который создал и эксплуатирует маршрут. Основные пассажиры — работники НПЗ и жители пригородных населённых пунктов, через которые проходит трамвай. Длина маршрута около 20 километров, которые трамвай проходит за 40 минут. Утром в сторону завода, а вечером в сторону города трамвай идёт без остановок в пригородной зоне.

## Современное состояние
В эксплуатации находятся 47 вагонов КТМ-5 1987 и 1988 годов выпуска, и на сегодняшний день они находятся в отличном состоянии. Примечательно, что вагоны вводились в эксплуатацию поэтапно: к открытию были запущены в эксплуатацию вагоны № 001—030, к 09.1988 — № 031—035, в 1989 году — № 036 и 037, в 1992 году — № 038—040, в 1993 — № 041—044, в 1994 году — № 045—047. Вагоны с № 048—059 (номера на вагоны не наносились) в эксплуатацию введены не были, и были переданы в Краснодар в 1990 году.
В июле 2024 года в город было поставлено 2 образца трамваев БКМ-Т811, сейчас они проходят обкаточные испытания на территории трамвайного депо.
| Перевезено пассажиров за год, млн                                                               |
| Графики недоступны из-за технических проблем. См. информацию на Фабрикаторе и на mediawiki.org. |

## Маршруты
В настоящее время в Мозыре действует 1 основной и 3 дополнительных маршрута.

### Действующие
| № | Пункт А               | Пункт Б           | Режим работы    | Протяжённость | Интервал |
| - | --------------------- | ----------------- | --------------- | ------------- | -------- |
| 1 | Трамвайное управление | МНПЗ              | ежедневно       | 19,6 км       | 90 мин.  |
| Э | Трамвайное управление | МНПЗ              | час пик»        | 19,6 км       | 12 мин.  |
| П | Трамвайное управление | Посёлок Пеньки    | отдельные рейсы | 12,2 км       |          |
| К | Трамвайное управление | Посёлок Криничный | отдельные рейсы | 6,5 км        |          |

## Оплата проезда
Трамваи работают без кондукторов — оплата водителю на остановке. На линии встречаются контролеры.
С 4 сентября 2009 года стоимость проезда в Мозырском трамвае в пригородной зоне (до ост. Пеньки, Бибики) 880 бел. руб., в промышленной зоне (MK ГП «Этанол», МНПЗ) 2300 бел. руб. Тариф для проезда в городской черте составляет 500 бел. руб.
С 1 февраля 2010 года увеличилась стоимость проезда в Мозырском трамвае — в городской черте — 600 рублей; по маршруту Город — Криничный, Раевские, Бибики, Пеньки, Дружба — 1060 рублей; по маршруту Город — Промзона — 2760 рублей.
С 7 августа 2012 года увеличилась стоимость проезда в Мозырском трамвае — в городской черте — 1300 рублей; по маршруту Город — Криничный, Раевские, Бибики, Пеньки, Дружба — 2600 рублей; по маршруту Город — Промзона — 6000 рублей.
В 2018 году стоимость проезда составляла:
- город — 0,50 рублей;
- пригород — 0,60 рублей;
- промзона — 1,30 рублей.[3]

С 2021 года стоимость проезда составляет:
- город — 0,70 рублей;
- пригород — 0,80 рублей;
- промзона — 1,80 рублей.[4]

В 2024 году стоимость проезда составляет:
- город — 0,80 рублей;
- пригород — 1,00 рублей;
- промзона — 2,20 рублей.[5]